# Serie C 2023/2024
Soutěžní ročník Serie C 2023/24 byl 10. ročník třetí nejvyšší italské fotbalové ligy. Soutěž začala 1. září 2023 a základní část skončí 28. dubna 2024. Finále play off se odehraje v červnu 2024. Účastní se jí celkem 60 týmů rozdělené do tří skupin po 20 klubech.
Pro následující sezonu nebyly přijaty tyto kluby:
- Siena: v minulé sezóně se umístil na 13. místě ve skupině C, kvůli finančním problémům byli vyloučeni z profesionálních lig.
- Pordenone: v minulé sezóně se umístil na 2. místě ve skupině A, po sezoně se vzdal účasti.

Klub Mantova který měl sestoupit do 4. ligy byl ponechán v soutěži.
Místo Sieny byl přijat nový klub Atalanta BC U23.
Nováčky pro sezonu 2023/24: Ze 2. ligy tyto kluby: Perugia, SPAL a Benevento. Ze 4. ligy postoupily tyto kluby: Sestri Levante, FC Lumezzane, FC Legnago Salus, Giana Erminio, Arezzo, AS Pineto Calcio, Sorrento, Brindisi, Catania a Casertana.

## Skupina A
| Poř. | Tým                   | Z  | V  | R  | P  | VG | OG | B  |
| ---- | --------------------- | -- | -- | -- | -- | -- | -- | -- |
| 1.   | Mantova               | 38 | 24 | 8  | 6  | 72 | 31 | 80 |
| 2.   | Padova                | 38 | 21 | 14 | 3  | 55 | 28 | 77 |
| 3.   | Vicenza               | 38 | 20 | 11 | 7  | 52 | 30 | 71 |
| 4.   | Triestina             | 38 | 19 | 7  | 12 | 61 | 44 | 64 |
| 5.   | Atalanta U23          | 38 | 16 | 11 | 11 | 43 | 36 | 59 |
| 6.   | Legnago               | 38 | 13 | 17 | 8  | 46 | 39 | 56 |
| 7.   | Giana Erminio         | 38 | 15 | 8  | 15 | 46 | 44 | 53 |
| 8.   | Pro Vercelli          | 38 | 14 | 11 | 13 | 50 | 47 | 53 |
| 9.   | Lumezzane             | 38 | 15 | 8  | 15 | 46 | 44 | 53 |
| 10.  | Trento                | 38 | 13 | 12 | 13 | 34 | 37 | 51 |
| 11.  | Virtus Verona         | 38 | 12 | 11 | 15 | 35 | 43 | 47 |
| 12.  | Pro Patria            | 38 | 12 | 10 | 16 | 37 | 51 | 46 |
| 13.  | AlbinoLeffe           | 38 | 10 | 15 | 13 | 34 | 37 | 45 |
| 14.  | Pergolettese          | 38 | 13 | 6  | 19 | 44 | 50 | 45 |
| 15.  | Renate                | 38 | 11 | 12 | 15 | 35 | 46 | 45 |
| 16.  | Arzignano Valchiampo  | 38 | 10 | 14 | 14 | 32 | 37 | 44 |
| 17.  | Novara                | 38 | 8  | 19 | 11 | 39 | 49 | 43 |
| 18.  | Fiorenzuola           | 38 | 10 | 8  | 20 | 38 | 62 | 38 |
| 19.  | Pro Sesto             | 38 | 7  | 14 | 17 | 25 | 40 | 35 |
| 20.  | Alessandria (-3 body) | 38 | 5  | 8  | 25 | 20 | 48 | 20 |

Poznámky
- Z = Odehrané zápasy; V = Vítězství; R = Remízy; P = Prohry; VG = Vstřelené góly; OG = Obdržené góly; B = Body
- za výhru 3 body, za remízu 1 bod, za prohru 0 bodů.

|  | Přímý postup do Serie B 2024/2025 |
|  | Play off                          |
|  | Play out                          |
|  | Přímý sestup do Serie D 2024/2025 |

### Play out
Boj o udržení v Serii C se hrálo 12. a 19. května 2024.
Fiorenzuola – Novara 1:3, 1:2
Do Serie D sestoupila Fiorenzuola.

## Skupina B
| Poř. | Tým            | Z  | V  | R  | P  | VG | OG | B  |
| ---- | -------------- | -- | -- | -- | -- | -- | -- | -- |
| 1.   | Cesena         | 38 | 30 | 6  | 2  | 80 | 19 | 96 |
| 2.   | Torres         | 38 | 22 | 9  | 7  | 56 | 38 | 75 |
| 3.   | Carrarese      | 38 | 21 | 10 | 7  | 54 | 30 | 73 |
| 4.   | Perugia        | 38 | 17 | 12 | 9  | 44 | 35 | 63 |
| 5.   | Gubbio         | 38 | 16 | 11 | 11 | 50 | 38 | 59 |
| 6.   | Pescara        | 38 | 16 | 7  | 15 | 60 | 55 | 55 |
| 7.   | Juventus U23   | 38 | 15 | 9  | 14 | 50 | 44 | 54 |
| 8.   | Arezzo         | 38 | 14 | 11 | 13 | 46 | 44 | 53 |
| 9.   | Pontedera      | 38 | 14 | 10 | 14 | 53 | 54 | 52 |
| 10.  | Rimini         | 38 | 14 | 8  | 16 | 52 | 54 | 50 |
| 11.  | SPAL           | 38 | 12 | 13 | 13 | 41 | 40 | 49 |
| 12.  | Lucchese       | 38 | 11 | 12 | 15 | 34 | 43 | 45 |
| 13.  | Virtus Entella | 38 | 11 | 12 | 15 | 33 | 35 | 45 |
| 14.  | Pineto         | 38 | 9  | 18 | 11 | 38 | 42 | 45 |
| 15.  | Sestri Levante | 38 | 12 | 8  | 18 | 42 | 55 | 44 |
| 16.  | Ancona         | 38 | 10 | 12 | 16 | 41 | 51 | 42 |
| 17.  | Vis Pesaro     | 38 | 8  | 15 | 15 | 39 | 47 | 39 |
| 18.  | Recanatese     | 38 | 10 | 8  | 20 | 47 | 65 | 38 |
| 19.  | Fermana        | 38 | 6  | 13 | 19 | 30 | 59 | 31 |
| 20.  | Olbia          | 38 | 6  | 8  | 24 | 25 | 67 | 26 |

Poznámky
- Z = Odehrané zápasy; V = Vítězství; R = Remízy; P = Prohry; VG = Vstřelené góly; OG = Obdržené góly; B = Body
- za výhru 3 body, za remízu 1 bod, za prohru 0 bodů.

|  | Přímý postup do Serie B 2024/2025 |
|  | Play off                          |
|  | Play out                          |
|  | Přímý sestup do Serie D 2024/2025 |

### Play out
Boj o udržení v Serii C se hrálo 12. a 19. května 2024.
Recanatese – Vis Pesaro 1:0, 3:4
Do Serie D sestoupilo Recanatese .

## Skupina C
| Poř. | Tým                | Z  | V  | R  | P  | VG | OG | B  |
| ---- | ------------------ | -- | -- | -- | -- | -- | -- | -- |
| 1.   | Juve Stabia        | 38 | 22 | 13 | 3  | 57 | 24 | 79 |
| 2.   | Avellino           | 38 | 20 | 9  | 9  | 62 | 29 | 69 |
| 3.   | Benevento          | 38 | 18 | 12 | 8  | 45 | 33 | 66 |
| 4.   | Casertana          | 38 | 17 | 14 | 7  | 51 | 38 | 65 |
| 5.   | Taranto (-4 body)  | 38 | 20 | 9  | 9  | 46 | 31 | 65 |
| 6.   | AZ Picerno         | 38 | 15 | 13 | 10 | 53 | 40 | 58 |
| 7.   | Audace Cerignola   | 38 | 12 | 17 | 9  | 54 | 46 | 53 |
| 8.   | Giugliano          | 38 | 15 | 8  | 15 | 44 | 47 | 53 |
| 9.   | Crotone            | 38 | 13 | 13 | 12 | 54 | 47 | 52 |
| 10.  | Latina             | 38 | 14 | 9  | 15 | 44 | 51 | 51 |
| 11.  | Foggia             | 38 | 13 | 9  | 16 | 40 | 44 | 48 |
| 12.  | Sorrento           | 38 | 13 | 9  | 16 | 39 | 47 | 48 |
| 13.  | Catania            | 38 | 12 | 9  | 17 | 39 | 38 | 45 |
| 14.  | Messina            | 38 | 11 | 12 | 15 | 41 | 49 | 45 |
| 15.  | Turris             | 38 | 11 | 11 | 16 | 46 | 57 | 44 |
| 16.  | Potenza            | 38 | 10 | 13 | 15 | 38 | 47 | 43 |
| 17.  | Monopoli           | 38 | 10 | 12 | 16 | 41 | 51 | 42 |
| 18.  | Virtus Francavilla | 38 | 8  | 11 | 19 | 30 | 50 | 35 |
| 19.  | Monterosi Tuscia   | 38 | 8  | 11 | 19 | 43 | 62 | 35 |
| 20.  | Brindisi (-4 body) | 38 | 7  | 8  | 23 | 28 | 64 | 25 |

Poznámky
- Z = Odehrané zápasy; V = Vítězství; R = Remízy; P = Prohry; VG = Vstřelené góly; OG = Obdržené góly; B = Body
- za výhru 3 body, za remízu 1 bod, za prohru 0 bodů.

|  | Přímý postup do Serie B 2024/2025 |
|  | Play off                          |
|  | Play out                          |
|  | Přímý sestup do Serie D 2024/2025 |

### Play out
Boj o udržení v Serii C se hrálo 12. a 19. května 2024.
Monterosi Tuscia – Potenza 0:1, 1:1
Virtus Francavilla – Monopoli 1:1, 1:1
Do Serie D sestoupil Monterosi Tuscia a Virtus Francavilla.

## Play off
Boj o postupující místo do Serie B 2024/2025.

### 1. předkolo
Zápasy se odehrály 7. května 2024.
Atalanta U23 – Trento 3:1

Giana Erminio – Pro Vercelli 3:0

Legnago – Lumezzane 1:0

Gubbio – Rimini 0:1

Juventus U23 – Arezzo 2:0

Pescara – Pontedera 2:2

Audace Cerignola – Giugliano 1:1

Taranto – Latina 0:0

AZ Picerno – Crotone 2:0

### 2. předkolo
Zápasy se odehrály 11. května 2024.
Triestina – Giana Erminio 1:1

Atalanta U23 – Legnago 1:1

Perugia – Rimini 0:0

Pescara – Juventus U23 1:3

Casertana – Audace Cerignola 0:0

Taranto – AZ Picerno 0:0

### 1. kolo
Zápasy se odehrály 14. a 18. května 2024.
Perugia – Carrarese 0:2 a 2:1

Taranto – Vicenza 0:1 a 0:0

Triestina – Benevento 1:1 a 1:2

Juventus U23 – Casertana 0:1 a 3:1

Atalanta U23 – Catania 0:1 a 1:0

### 2. kolo
Zápasy se odehrály 21. a 25. května 2024.
Juventus U23 – Carrarese 1:1 a 2:2

Catania – Avellino 1:0 a 1:2

Benevento – Torres 1:0 a 0:0

Vicenza – Padova 2:0 a 1:0

### Semifinále
Zápasy se odehrály 28. května a 2. června 2024.
Avellino – Vicenza 0:0 a 1:2

Carrarese – Benevento 1:0 a 2:2

### Finále
Zápasy se odehrály 5. a 9. června 2024.
Vicenza – Carrarese 0:0 a 0:1
Klub Carrarese postoupil do Serie B.